# Castell Serradillo
El Castell Serradillo és un antic castell medieval, possiblement contemporani de les altres torres i castells de guaita de la zona, del terme comunal de Banyuls de la Marenda, a la comarca del Rosselló (Catalunya del Nord).
Les seves restes estan situades prop i al sud-est del Pic de Sallfort i del punt de trobada dels termes comunals de Argelers de la Marenda, Banyuls de la Marenda, de la comarca del Rosselló, i Espolla, de la de l'Alt Empordà. És, però, totalment dins de la comuna de Banyuls.

## Història
No és un castell gens documentat, ja que el primer esment que hi ha fa referència segura data del 1643. S'ha conjecturat si és el mateix Casteralilio que apareix en textos del 1016 i 1019, però segons Badia el document on apareix aquest topònim es refereix a Sant Martí de Valmala, a Llançà, lloc massa allunyat perquè s'hi pugui establir relació.
Les seves restes consisteixen en un gran claper format per les pedres caigudes dels seus murs. Les restes dels fonaments de l'edifici són sota aquest munt de ruïnes, entre les quals es poden veure fragments de fonaments i de murs, sobretot als extrems del claper.